# Jie Zhou
Jie Zhou (* 22. September 1986) ist ein ehemaliger chinesischer Sprinter, der sich auf den 400-Meter-Lauf spezialisiert hat.

## Sportliche Laufbahn
Erste Erfahrungen bei internationalen Meisterschaften sammelte Jie Zhou im Jahr 2009, als er bei den Asienmeisterschaften im heimischen Guangzhou mit 48,28 s in der ersten Runde über 400 Meter ausschied und mit der chinesischen 4-mal-400-Meter-Staffel in 3:06,60 min gemeinsam mit Cui Haojing, Wang Youxin und Liu Xiaosheng die Silbermedaille hinter dem japanischen Team gewann. Im September 2011 beendete er dann seine aktive sportliche Karriere im Alter von 25 Jahren.

## Persönliche Bestzeiten
- 400 Meter: 46,64 s, 11. April 2009 in Zhaoqing
  - 400 Meter (Halle): 48,47 s, 27. Januar 2008 in Shanghai